# Mikołaj Kawelin

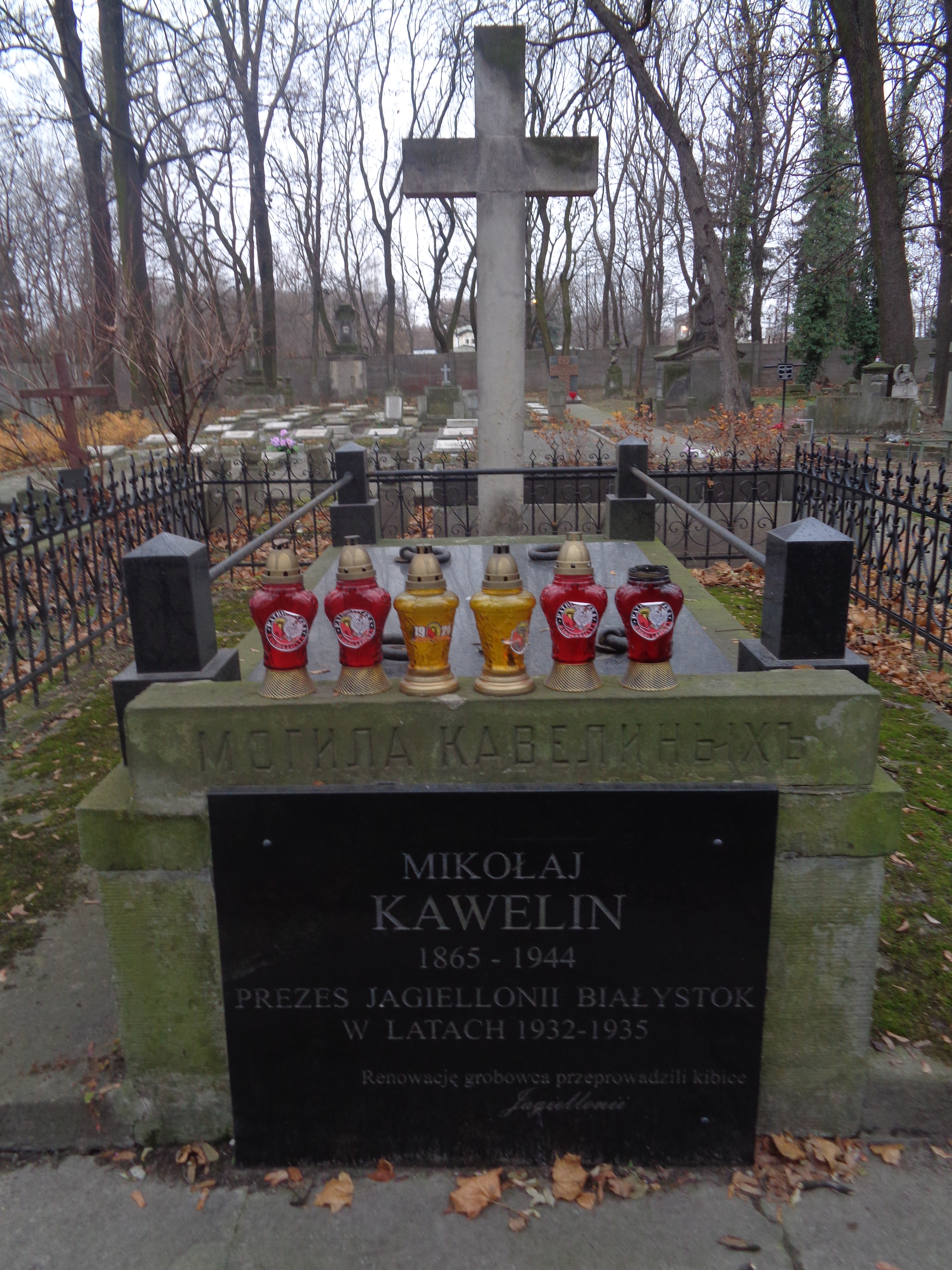
Grób Mikołaja Kawelina na cmentarzu Prawosławnym w Warszawie

Mikołaj Kawelin (ros. Николай Кавелин, ur. 1865, zm. 1944 w Warszawie) – białostocki działacz sportowy i społecznik, w latach 1932–1935 prezes klubu piłkarskiego Jagiellonia Białystok, carski pułkownik.

## Życiorys
Na Podlasiu pojawił się po raz pierwszy najprawdopodobniej w latach 80. XIX wieku. Z tych okolic pochodziła jego pierwsza żona Helena - (córka senatora Aleksandra Kruzenszterna), która w wianie do zawartego w 1887 małżeństwa wniosła duży majątek Rafałówka, leżący w okolicach Zabłudowa.
Po wybuchu Rewolucji Październikowej Kawelin wraz z rodziną uciekł do Nicei we Francji.
Po I wojnie światowej wrócił do Polski sam i osiadł w swoim drugim majątku – w Majówce. Niepotwierdzona legenda głosi, że Majówkę przyznało pułkownikowi młode państwo polskie w dowód wdzięczności za uratowanie życia Józefowi Piłsudskiemu.
W okresie międzywojennym Mikołaj Kawelin ożenił się powtórnie. Wraz z żoną Olgą pomieszkiwał w Majówce. Miał też wykupiony apartament w białostockim hotelu Ritz.
Pułkownik znany był z sumiastych wąsów i legendarnej wręcz brzydoty. Nieoficjalnie jego imieniem białostoczanie ochrzcili stworzony w 1936 pomnik psa Kawelina, zrekonstruowany w 2005.
Kawelin był właścicielem kilkunastu tysięcy hektarów lasów, posiadał tartaki i mleczarnie. Po wybuchu II wojny światowej wyjechał do Warszawy, gdzie latem 1944 zmarł. Został pochowany na cmentarzu prawosławnym na Woli. W 2008 jego grobowiec rodzinny odnowili kibice Jagiellonii. a władze miasta nazwały jego imieniem rondo na białostockich Skorupach. Jego imieniem nazwano także restaurację w Białymstoku przy hotelu Esperanto na ulicy Legionowej 10. 19 lutego 2019 r. znalazł się wśród 10 najwybitniejszych białostoczan 100-lecia Białegostoku, wybranych przez kapitułę powołaną przez Prezydenta miasta z okazji 100-lecia odzyskania niepodległości

## Działalność społeczna
Mikołaj Kawelin w 1905 zorganizował w Białymstoku pierwszy wyścig kolarski, kolarzy wspierał też w okresie międzywojennym. Wielokrotnie przekazywał drewno ze swoich lasów na budowę obiektów sportowych. Dotował też samych sportowców. Po powstaniu w 1932 klubu piłkarskiego Jagiellonia został jednym z jego pierwszych prezesów. Funkcję tę pełnił do 1935. Wspierał też należącą do jego majątku wieś Kamionka. Wybudował w niej Dom Ludowy a tamtejszym strażakom remizę.

## Upamiętnienie
21 listopada 2024 Rada miasta Białystok ustanowiła  rok 2025 rokiem płk. Mikołaja Kawelina (1865-1944) "jednej z najbarwniejszych postaci Białegostoku okresu międzywojennego - mecenasa sportu, współzałożyciela i prezesa Białostockiego Klubu Sportowego BKS Jagiellonia".